# Robert Bierich
Robert Bierich (* 21. Januar 1876 in Riga; † 26. November 1957 in Hamburg) war ein deutscher Zellphysiologe und Professor an der Universität Hamburg.

## Leben
Er studierte 1894 bis 1896 an der Kaiserlichen Universität Dorpat.
Bierich wurde 1900 an der Universität Königsberg promoviert und war ab 1927 außerplanmäßiger Professor an der Universität Hamburg. Er unterzeichnete im November 1933 das Bekenntnis der deutschen Professoren zu Adolf Hitler. Er gehörte dem Reichsausschuss für Krebsbekämpfung an. Ab 1937 war er im NS-Ärztebund, am 20. März 1940 beantragte er die Aufnahme in die NSDAP und wurde zum 1. Juli desselben Jahres aufgenommen (Mitgliedsnummer 8.488.320). Er war Direktor des Krebsforschungsinstitutes der Universität Hamburg von 1920 bis 1949, wo u. a. ein praktischer Indikator zur Lebenserwartung von Krebskranken gefunden worden ist.
Der Kinderarzt Jürgen Robert Bierich (* 11. Januar 1921; † 14. Januar 1994), Professor in Tübingen, und der Manager Marcus Bierich (* 29. April 1926; † 25. November 2000) waren seine Söhne.